# ブラザー イン アームズ ロード トゥ ヒル サーティー
『ブラザー イン アームズ ロード トゥ ヒル サーティー』(Brothers in Arms: Road to Hill 30)は、米軍第101空挺師団に所属していた分隊長であるマット ベイカー軍曹を主人公に、史上最大の作戦とも言われたノルマンディー上陸作戦(D-Day)の前日からヒル・サーティーまでの8日を描いた実話のミリタリーアクションゲームである。

## 概要
ノルマンディー上陸作戦が開始される前日からの8日間を描いた物語で、様々な戦いが描かれている。プレイヤーは第101空挺師団の分隊長を操作する。激戦でもあるユタビーチに降下してヒルサーティーまでの物語を体験できる。
草原地帯や市街地、村での戦闘があり、建物の中からドイツ軍が攻撃をし掛けてきたりと派手な銃撃戦が繰り広げられる。他にも実在する武器や戦車が登場するが、プレイヤーは戦車を操縦することは出来ない。

## ストーリー
マット・ベイカーはアメリカ陸軍第101空挺師団、通称“スクリーミング・イーグル”を率いて「ヒル・サーティ」を制圧するよう命じられ、パラシュートでユタビーチに降り立った。だがドイツ軍の猛攻撃によって仲間と逸れ、それでも任務を続行しなければならなくなった。行く先々には面識のない仲間と、逸れた仲間との合流、そして経験したことのない恐怖が待ち構えていた。マット・ベイカーは第502歩兵連隊の第3小隊第3分隊の一員として重要拠点ヒル・サーティの確保任務に就くが、そこには想像以上の悲劇が待ち構えていた。この8日間を戦い抜いた様々な兵士の記録が蘇る。

## 登場人物
登場順に記載。

### 第502空挺歩兵連隊第2大隊F中隊第3小隊第3分隊
マット・ベイカー軍曹（Sgt. Matt Baker）
本ゲームの主人公。ミズーリ州セントルイス出身。第502空挺歩兵連隊第2大隊F中隊第3小隊第3分隊隊長。
無口。D-Dayで最初に飛行機から降下した人物。戦争が始まった時はまさか自分が分隊長になるとは思ってもみなかった。
第3作「ブラザー イン アームズ ヘルズハイウェイ」の主人公でもある。
グレック・マック・ハッセー軍曹（Sgt. Greg "Mac" Hassay）
第502空挺歩兵連隊第2大隊F中隊第3小隊の軍曹。「灰色の服のヤツを見たら撃て」が口癖のタフな職業軍人。
数多くのストーリーで関わってくる。第3作「ヘルズハイウェイ」でも登場。
ケビン・レゲット二等兵（Pvt. Kevin "Legs" Leggett）
ニューヨーク州ブルックリン出身、部隊の中で通信兵を務め、ほとんどマックと行動を共にする。
冒頭のカランタン南西での戦闘で、ドイツ軍戦車の攻撃に遭い1944年6月13日戦死。第3作「ヘルズハイウェイ」で回想シーンでも登場する。
ジョー・レッド・ハートソック伍長（Cpl. Joe "Red" Hartsock）
ワイオミング州ララミー出身の伍長、故郷に妻と娘を置いて来ている。単独でベイカー達と合流する。
第2作「ブラザー イン アームズ 名誉の代償」で主人公となる。第3作の「ヘルズハイウェイ」にも登場。
ラリー・アレン二等兵（Pvt. Larry Allen）
高校卒業後に志願した人物で、ガーネットとは新兵訓練所で親しくなり、本編でも常に2人で行動している。ベイカーと合流した時も2人でいた。
レゲットと言い争いをしている内にドイツ兵の攻撃に遭い、腹部を撃たれ1944年6月9日戦死。「ヘルズハイウェイ」の回想シーンにも登場。
マイケル・ガーネット二等兵（Pvt. Michael Garnett）
オハイオ州のドックで働いていた人物。アレンとは新兵訓練所以来の親友で、常に2人で行動している。ベイカーと合流した時も2人でいた。
レゲットと言い争いをしている内にドイツ兵の攻撃に遭い、頭を撃たれ1944年6月9日戦死。アレンと同じく「ヘルズハイウェイ」の回想シーンにも登場。
サム・コリオン伍長（Cpl. Sam Corrion）
織物工場で働いていた人物だが豊富な武器の知識を持っている。デソーラと共にベイカーと合流した。
分隊の中でもかなり優しく、アレンとガーネットを戦死させてしまったレゲットを庇う一面もある。続編の「名誉の代償」と「ヘルズハイウェイ」でも登場。
マイケル・デソーラ二等兵（Pvt. Michael Desola）
イタリア系アメリカ人。ドイツ軍との戦い、野球、イタリア料理の3つに情熱を持つ二等兵。コリオンと共にベイカーと合流した。
カランタン北西での戦闘でスツーカの降下爆撃に遭い、1944年6月10日戦死。
ステファン・オビ・オブリエスキー上等兵（Pfc. Stephen "Obi" Obrieski）
元々はポーランドの移民で、自分がアメリカ人であることを証明するために志願した人物。
ノートルダム教会の屋上で会話をしていた途中、狙撃兵に頭を撃ち抜かれて1944年6月12日戦死。
トム・ザノビッチ上等兵（Pfc. Tom Zanovich）
ダンケルクなどの戦場で戦った上等兵。フランスの傭兵部隊にも所属していた。続編の「ヘルズハイウェイ」でも登場。
ジャック・コートランド上等兵（Pfc. Jack Courtland）
ヴァージニア州リッチモンド出身。ヤンキースの捕手になると公言している。台詞が少なく、影が薄い。「ヘルズハイウェイ」でも登場。
デイル・マクレアリー二等兵（Pvt. Dale McCreary）
ミズーリ州出身。部隊の中で一番の長身かつ最年少(19歳)で、顔には幼さが残っている。なぜか説明書や公式サイトでの彼の記載はない。
次回作「名誉の代償」ではマックが負傷したときの介抱で、「ヘルズハイウェイ」ではベイカーの指揮下に登場。
ジョニー・リーバス二等兵（Pvt. Johnny Rivas）
常に鉛筆とスケッチブックを持ち歩くアーティスト。登場から間もなく、カランタン北西での戦闘でいきなり首を撃たれ1944年6月10日戦死。
デビット・ムーザ二等兵（Pvt. David Muzza）
サント・メールに降下する前にドイツ軍の対空砲火の破片が直撃し1944年6月6日戦死。
本ゲームではベイカーの語りでしか登場せず、次作の「名誉の代償」で戦死シーンを見ることが出来る。

### その他の兵士
ロバート・コール中佐（Lt. Col. Robert Cole）
第502空挺歩兵連隊第3大隊の大隊長。ベイカーとは何度か協力し合い、戦線を突破していく。
ジョージ・リスナー軍曹（Sgt. George Risner）
ミズーリ州セントルイス出身。ベイカーの親友であり、M5軽戦車の車長。ベイカーとはノルマンディーで落ち合う事になっている。
合流後は戦力として活躍するが、サンコムデュモン南東の戦闘において自らが指揮する戦車がパンツァーファウストにより大破。必死の抵抗の末、1944年6月7日戦死。
ジェームス・ヨーク二等兵（Pvt. James York）
カランタン北西で合流する兵士。冒頭のカランタン南西での戦闘で頭を撃ちぬかれ1944年6月13日戦死。
リチャード・ドウ二等兵（Pvt. Richard Doe）
カランタン北西で合流する兵士。冒頭のカランタン南西での戦闘で首を撃たれ、レゲットが助けようとするも1944年6月13日戦死。
リース・ジェイムソン二等兵（Pvt. Reece Jameson）
カランタン北西で合流する兵士。冒頭のカランタン南西での戦闘でBAR軽機関銃を撃っている人物。ヨーク二等兵が戦死した時に叫んだのはこの人物。
ベイカーが意識を取り戻した後は破壊されたBAR軽機関銃のそばに彼の死体がある。1944年6月13日戦死。
ハリー・ウィートン上等兵（Pfc. Harry Wheaton）
カランタン北西で合流する兵士。冒頭のカランタン南西での戦闘で、ジェイムソン二等兵に射撃位置に戻るよう指示した人物。
ニコラス・フーパー二等兵（Pvt. Nicholas Hooper）
カランタン北西で合流する兵士。1944年6月11日にコール中佐とともに突撃して負傷した兵士。冒頭のカランタン南西での戦闘では戦車の接近を伝えている。
トーマス・ロック二等兵（Pvt. Thomas Locke）
カランタン北西でコール中佐と一緒にいる。コール中佐の後に続くように突撃したが負傷。
その後、冒頭のカランタン南西での戦闘では腹部の部分を抑えながら座り込んでいる。
クレイグ・ルイス上等兵（Pfc. Craig Lewis）
カランタン北西で合流する兵士。デソーラ含む数名の兵士と共にスツーカの降下爆撃に遭い、1944年6月10日戦死。
ドワイト・アイゼンハワー将軍（General Dwight Eisenhower）
連合国遠征軍最高司令官。彼の指揮のもと、連合軍はフランス北部ノルマンディ地方に上陸作戦を執行した。

## 登場兵器

### アメリカ軍兵器
汎用火器
- M1911ガバメント自動拳銃
- M1カービン セミオートマチックライフル
- M1 ガーランド セミオートマチックライフル
- M1903ボルトアクションライフル
- M1A1 トンプソンサブマシンガン
- ブローニング自動小銃BAR
- M9A1 ロケットランチャー
- M1919A4
- マークII手榴弾

車両
- M3A1 スチュアート戦車
- M4A1 シャーマン戦車

### ドイツ軍兵器
汎用火器
- ワルサーP38セミオートマーチックピストル
- マウザーKar98k ボルトアクションライフル
- MP40短機関銃
- MP44/Stg44突撃銃
- MG42機関銃
- パンツァーファウスト 60
- M24型柄付手榴弾

車両
- 35(t)戦車
- ハノマーク装甲兵員輸送車